# Écozone paléarctique : plantes à graines par nom scientifique (A)

## Ab

### Abe
- Abelia - fam. Caprifoliacées
  - Abelia biflora - photo
  - Abelia chinensis - photo
  - Abelia engleriana - photo
  - Abelia grandiflora - photo
  - Abelia parvifolia
  - Abelia spathulata
  - Abelia triflora

- Abeliophyllum
  - Abeliophyllum distichum - photo

- Abelmoschus - fam. Malvacées
  - Abelmoschus esculentus - Gombo, Okra

### Abi
- Abies - fam. Pinacées (arbre)
  - Abies alba - Sapin blanc ou Sapin pectiné
  - Abies beshanzuensis
  - Abies borisii-regis
  - Abies cephalonica - Sapin de Céphalonie
  - Abies chengii
  - Abies chensiensis
  - Abies cilicica
  - Abies delavayi
  - Abies densa
  - Abies fabri
  - Abies fanjingshanensis
  - Abies fansipanensis
  - Abies fargesii
  - Abies firma
  - Abies forrestii
  - Abies holophylla
  - Abies homolepis
  - Abies kawakamii
  - Abies koreana - photo
  - Abies mariesii
  - Abies nebrodensis
  - Abies nephrolepis
  - Abies nordmanniana - Sapin de Nordmann
  - Abies nordmanniana var. equi-trojani
  - Abies numidica
  - Abies pindrow
  - Abies pinsapo - Sapin d'Andalousie
  - Abies recurvata
  - Abies sachalinensis
  - Abies sibirica
  - Abies spectabilis
  - Abies squamata
  - Abies veitchii
  - Abies yuanbaoshanensis
  - Abies ziyuanensis

### Abr
- Abrus - fam. Fabacées
  - Abrus precatorius

### Abu
- Abutilon - fam. Malvacées (plante grimpante)
  - Abutilon megapotamicum - Érable de maison
  - Abutilon ochsenii
  - Abutilon pictum
  - Abutilon theophrasti - Abutilon d'Avicenne
  - Abutilon vitifolium

## Ac
Écozone paléarctique : plantes à graines par nom scientifique (AC)

## Ad

### Ade
- Adenanthera

- Adenocarpus - fam. Fabacées
  - Adenocarpus complicatus - Adénocarpe à feuilles pliées - photo
  - Adenocarpus decorticans
  - Adenocarpus hispanicus
  - Adenocarpus telonensis

- Adenopodia

- Adenostyles - fam. Astéracées
  - Adenostyles alliariae - Adénostyle à feuilles d'alliaire
  - Adenostyles alpina - Adénostyle des Alpes
  - Adenostyles leucophylla - Adénostyle tomenteuse

- Adesmia

### Adi
- Adina
  - Adina rubella
  - Adina racemosa

### Ado
- Adonis - fam. Renonculacées
  - Adonis aestivalis - Adonis d'été ou Adonis goutte de sang
  - Adonis annua - Adonis d'automne ou Adonis goutte de sang également
  - Adonis cyllenea
  - Adonis distorta
  - Adonis flammea - Adonis flamme
  - Adonis microcarpa
  - Adonis pyrenaica - Adonis des Pyrénées
  - Adonis sibirica
  - Adonis vernalis - Adonis de printemps
  - Adonis volgensis

- Adoxa - fam. Adoxacées
  - Adoxa moschatellina - Moscatelline

## Ae

### Aec
- Aechmea - fam. Broméliacées
  - Aechmea fasciata - Calice d'argent
  - Aechmea fulgens - Ananas bois

### Aeg
- Aegilops - fam. Poacées ou Graminées
  - Aegilops biuncialis
  - Aegilops cylindrica
  - Aegilops neglecta - Égilope négligée - Lien externe
  - Aegilops ovata = Aegilops geniculata
  - Aegilops speltoides
  - Aegilops squarrosa
  - Aegilops triuncialis
  - Aegilops ventricosa

- Aegopodium - fam. Apiacées
  - Aegopodium podagraria - égopode podagraire - Lien externe

- Aeluporus - fam. Poacées ou Graminées
  - Aeluporus lagopoides
  - Aeluporus littoralis

- Aeonium - fam. Crassulacées
  - Aeonium arboreum
  - Aeonium haworthii

### Aer
- Aerangis - fam. Orchidacées
  - Aerangis distincta
  - Aerangis ellisii
  - Aerangis somalensis

- Aeranthes - fam. Orchidacées
  - Aeranthes grandiflora

- Aeridachnis - fam. Orchidacées

- Aerides - fam. Orchidacées
  - Aerides japonicum -

### Aes
- Aeschynomene

- Aesculus - fam. Hippocastanacées (arbre)
  - Aesculus chinensis
  - Aesculus hippocastanum - Marronnier d'Inde
  - Aesculus indica - Vrai marronnier d'Inde
  - Aesculus turbinata
  - Aesculus wilsonii

### Aet
- Aetheorhiza - fam. Astéracées
  - Aetheorhiza bulbosa (crepis bulbosa)

- Aethionema - fam. Brassicacées
  - Aethionema arabicum
  - Aethionema calsbergii
  - Aethionema cordatum
  - Aethionema iberideum
  - Aethionema orbiculatum
  - Aethionema polygaloides
  - Aethionema retsina
  - Aethionema saxatile - Æthionème des rochers - Lien externe
  - Aethionema thomasianum

- Aethusa - fam. Apiacées
  - Aethusa cynapium - Éthuse ou petite ciguë

### Aex
- Aextoxicon - (arbre)
  - Aextoxicon punctatum - Olvillo

## Af

### Aff
- Affonsea

### Afz
- Afzelia - fam. Fabacées (arbre)
  - Afzelia doussié
  - Afzelia xylocarpa

## Ag

### Aga
- Aganisia - fam. Orchidacées
  - Aganisia cyanea
  - Aganisia ionoptera
  - Aganisia pulchella

- Agathaea
  - Agathaea caelestis

- Agapanthus - fam. Liliacées
  - Agapanthus africanus - Agapanthe africaine
    - Agapanthus africanus albidus - photo
    - Agapanthus africanus minor - Petite Agapanthe africaine

  - Agapanthus orientalis
  - Agapanthus praecox - Agapanthe bleue, Tubéreuse bleue
  - Agapanthus umbellatus - Agapanthe

- Agapetes
  - Agapetes serpens - photo

- Agarista
  - Agarista populifolia - photo

- Agastache
  - Agastache rugosa - photo
  - Agastache rugosa Alabaster - photo

### Age
- Ageratina voir Eupatorium - Astéracées

- Ageratum - fam. Astéracées
  - Ageratum conyzoides - Ageratum fausse conyze
  - Ageratum houstonianum Ageratum du Mexique

### Agl
- Aglaonema

### Agr
- Agrimonia - fam. Rosaceae
  - Agrimonia eupatoria - Aigremoine eupatoire
  - Agrimonia pilosa
  - Agrimonia procera
  - Agrimonia repens

- Agropyron - voir Elytrigia - fam. Poaceae ou Graminées (herbe)
  - Agropyron boreale - Agropyron boréal
  - Agropyrum campestre ou Agropyron repens - Chiendent
  - Agropyrum caninum - Chiendent
  - Agropyron cristatum - Agropyron accrêté
  - Agropyron latiglume - Agropyron à larges glumes
  - Agropyron pectiniforme - Agropyron pectiniforme
  - Agropyron repens ou Agropyrum campestre - Agropyron rampant ou « Chiendent » ou « Agrostis »
  - Agropyron smithii - Agropyron de Smith
  - Agropyron trachycaulum - Agropyron à tiges courtes
  - Agropyron violaceum - Agropyron violacé

- Agrostemma - fam. Caryophyllaceae
  - Agrostemma githago - Nielle des blés

- Agrostis - fam. Poaceae ou Graminées (herbe)
  - Agrostis alba ou Agrostis stolonifera
  - Agrostis alpina - Agrostide des Alpes
  - Agrostis canina - Agrostide des chiens
  - Agrostis capillaris - Agrostide Nebulosa
  - Agrostis castellana
  - Agrostis clavata
  - Agrostis congestiflora
  - Agrostis curtisii
  - Agrostis delicatula
  - Agrostis gigantea - Agrostide gigantesque
  - Agrostis gracililaxa
  - Agrostis juressi
  - Agrostis hesperica
  - Agrostis hyemalis - Agrostide d'hiver
  - Agrostis leudigera - Agrostide pulchella
  - Agrostis maritima - Agrostide maritime
  - Agrostis mertensii - Agrostide de Mertens
  - Agrostis nebulosa
  - Agrostis nevadensis
  - Agrostis palustris - Agrostide tracante ou « Agrostide rampante » ou « Agrostide des marais »
  - Agrostis pourretii
  - Agrostis reuteri
  - Agrostis rupestris
  - Agrostis salsa
  - Agrostis scabra - Agrostis scabre ou « Foin fou »
  - Agrostis schleicheri
  - Agrostis schraderana
  - Agrostis stolonifera ou Agrostis alba
  - Agrostis tenerrima - Agrostide mince
  - Agrostis tenuis - Agrostide a petite feuille
  - Agrostis vinealis
  - Agrostis vulgaria - Fétuque vulgaire

### Agu
- Aguilaria
  - Aguilaria baillonii - Bois d'aigle

## Ai

### Ail
- Ailanthus - fam. Simaroubacées (arbre)
  - Ailanthus altissima - Ailante - photo
  - Ailanthus glandulosa - Ailante glanduleux

### Air
- Aira - fam. Poacées ou Graminées (herbe)
  - Aira caryophyllea
  - Aira cupaniana
  - Aira elegantissima
  - Aira praecox - Avoine sauvage
  - Aira provincialis
  - Aira scoparia
  - Aira tenorei
  - Aira uniaristata

- Airopsis - fam. Poacées ou Graminées
  - Airopsis tenella

## Aj

### Aja
- Ajania
  - Ajania pacifica - Chrysanthème du pacifique

### Aju
- Ajuga - fam. Lamiacées
  - Ajuga chamaepitys - Bugle jaune - photo
  - Ajuga genevensis - Bugle de Genève
  - Ajuga iva
  - Ajuga laxmannii
  - Ajuga orientalis
  - Ajuga piskoi
  - Ajuga pyramidalis - Bugle pyramidal
  - Ajuga reptans - Bugle rampant
  - Ajuga salicifolia
  - Ajuga tenorii

## Ak
- Akebia - fam. Lardizabalacées
  - Akebia quinata
  - Akebia trifoliata - photo

## Al
Écozone paléarctique : plantes à graines par nom scientifique (AL)

## Am

### Ama
- Amaranthus - fam. Amaranthacées
  - Amaranthus albus - Amarante blanche
  - Amaranthus blitoides
  - Amaranthus caudatus - Amarante queue de renard
  - Amatanthus crispus
  - Amaranthus cruentus
  - Amaranthus deflexus
  - Amarantus graecizans
  - Amaranthus hybridus - Amarante hybride
  - Amaranthus lividus
  - Amaranthus muricatus
  - Amaranthus powellii
  - Amaranthus quitensis
  - Amaranthus retroflexus - Amarante réfléchie
  - Amaranthus standleyanus
  - Amaranthus viridis

- Amaryllis - fam. Amaryllidaceae
  - Amaryllis belladonna - Amaryllis belladone - L'une des amaryllis véritables

### Amb
- Ambrosia - fam. Astéracées
  - Ambrosia artemisiaefolia - Ambroisie à feuilles d'armoise
  - Ambrosia psilostachya - Ambroisie

- Amburana

### Ame
- Amelanchier - fam. Rosacées (arbuste)
  - Amelanchier asiatica
  - Amelanchier ovalis - Amélanchier à feuilles ovales
    - Amelanchier ovalis helvetia

- Amentotaxus
  - Amentotaxus argotaenia - photo

### Amm
- Ammi - fam. Apiacées
  - Ammi majus
  - Ammi visnaga voir Visnaga daucoides

- Ammophila - fam. Poacées ou Graminées
  - Ammophila arenaria
  - Ammophila brevilegulata - Ammophile à ligule courte

### Amo
- Amorphophallus - fam. Aracées
  - Amorphophallus konjac - Konjac

### Amp
- Ampelodesmos
  - Ampelodesmos mauritanica

- Ampelopsis - (liane)
  - Ampelopsis aconitifolia - photo
  - Ampelopsis brevipedunculata - Vigne vierge
  - Ampelopsis bodinieri - photo
  - Ampelopsis glandulosa
    - Ampelopsis glandulosa elegans
    - Ampelopsis glandulosa maximowiczii

  - Ampelopsis japonica
  - Ampelopsis megalophylla - photo
  - Ampelopsis orientalis

### Ams
- Amsinckia - fam. Boraginacées
  - Amsinckia angustifolia
  - Amsinckia calycina
  - Amsinckia micrantha

- Amsonia
  - Amsonia ciliata - photo
  - Amsonia hubrechtii
  - Amsonia orientalis - photo
  - Amsonia tabernaemontana - photo

## An
Écozone paléarctique : plantes à graines par nom scientifique (AN)

## Ap

### Apa
- Apatesia
  - Apatesia helianthoides
  - Apatesia pillansii
  - Apatesia sabulosa

### Aph
- Aphanes - fam. Rosacées
  - Aphanes arvensis - Perce-pierre
  - Aphanes inexspectata

- Aphelandra
  - Aphelandra squarrosa - Aphelandra

- Aphyllanthus
  - Aphyllanthus monspeliensis - Aphyllanthe de Montpellier

### Api
- Apios (plante grimpante)
  - Apios americana - Apios d'Amérique

- Apium - fam. Apiacées ou Ombellifères (plante comestible)
  - Apium graveolens ou Apium sativus - Céleri ou « Ache des marais »
    - Apium graveolens rapacea - Céleri-rave

  - Apium inondatum
  - Apium nodiflorum
  - Apium repens - Ache rampante
  - Apium sativus ou Apium graveolens - Céleri ou « Ache des marais »

### Apo
- Apocynum (plante à rhizome)
  - Apocynum androsaemifolium - Apocyn
  - Apocynum floribundum - Apocyn

- Aponogeton - fam. Aponogétonacées
  - Aponogeton distachyos - Aponogéton odorant

### Apu
- Apuleia

## Aq

### Aqu
- Aquilegia - fam. Renonculacées - photo1, photo2
  - Aquilegia alpina - Ancolie des Alpes - photo
  - Aquilegia atrata - Ancolie noirâtre
  - Aquilegia bertolonii - Ancolie de Bertoloni
  - Aquilegia caerulea - photo
  - Aquilegia chrysantha - Ancolie à fleur dorée - photo
  - Aquilegia flabellata - photo
  - Aquilegia vulgaris - Ancolie commune - photo1, photo2, photo3
    - Aquilegia vulgaris nivea

## Ar
Écozone paléarctique : plantes à graines par nom scientifique (AR)

## As
Écozone paléarctique : plantes à graines par nom scientifique (AS)

## At

### Ate
- Ateleia

### Ath
- Athamanta - fam. Apiacées
  - Athamanta cretensis - Athamante de Crète

### Atr
- Atractylis - (plante épineuse)
  - Atractylis humilis - Atractyle humble
  - Atractylis aristata - Ameskekki

- Atriplex - fam. Chénopodiacées (arbuste)
  - Atriplex aucheri
  - Atriplex calotheca
  - Atriplex cana
  - Atriplex canescens - photo
  - Atriplex glabriuscula
  - Atriplex glauca
  - Atriplex halimus
  - Atriplex hastata
  - Atriplex hortensis - Arroche
  - Atriplex laciniata
  - Atriplex littoralis
  - Atriplex longipes
  - Atriplex micrantha
  - Atriplex mollis
  - Atriplex nitens
  - Atriplex oblongifolia
  - Atriplex patens
  - Atriplex patula - Arroche étalée
  - Atriplex praecox
  - Atriplex prostrata - Arroche à feuilles en fer de lance
  - Atriplex recurva
  - Atriplex rosea
  - Atriplex sphaeromorpha
  - Atriplex tatarica

- Atropa - fam. Solanacées
  - Atropa baetica
  - Atropa belladonna - Belladone

## Au

### Aub
- Aubrieta - fam. Brassicacées - 'Blue Emperor', 'Cascade Purple'
  - Aubrietia argenteovariegata - photo
  - Aubrietia purpurea - Aubriétia pourpre
  - Aubrieta deltoidea - Aubriétia deltoïdes

### Auc
- Aucuba
  - Aucuba himalaicus
  - Aucuba japonica

### Aur
- Aurinia
  - Aurinia saxatilis - Aurinia saxatile - photo

## Av

### Ave
- Avena - fam. Poacées ou Graminées
  - Avena fatua - Folle avoine ou « Avoine sauvage »
  - Avena sativa - Avoine cultivée
  - Avena pubescens - Avoine pubescente
  - Avena sterilis - Avoine stérile

- Averrhoa - fam. Oxalidacées (arbre fruitier)
  - Averrhoa carambola

## Az

### Aza
- Azara
  - Azara dentata
  - Azara microphylla

- Azorella
  - Azorella trifurcata - photo